# Richard D. Schafer
Richard Donald Schafer (* 25. Februar 1918 in Buffalo, New York; † 28. Dezember 2014 in Lexington, Massachusetts) war ein US-amerikanischer Mathematiker.
Richard Schafer studierte an der University at Buffalo und erhielt dort 1938 seinen Bachelor-Abschluss und 1940 seinen Master-Abschluss. Er wurde 1942 unter Abraham Adrian Albert mit der Dissertation „Alternative Algebras over an Arbitrary Field“ an der University of Chicago promoviert. 1945/46 war er Instructor an der University of Michigan. 1948 ging er als Professor an die University of Pennsylvania, 1953 wechselte er als Professor und Leiter der Mathematikfakultät zur University of Connecticut und 1959 zur mathematischen Fakultät am Massachusetts Institute of Technology, wo er bis zu seiner Emeritierung 1988 blieb. Er war Fellow der American Mathematical Society.
1946 bis 1948 und 1958/59 war er am Institute for Advanced Study.
Richard Schafer arbeitete in der Algebra, speziell über Jordan-Algebren und Lie-Algebren. Er ist für sein 1966 erstmals erschienenes Lehrbuch An Introduction to Nonassociative Algebras bekannt, dieses ist seit 2008 frei im Project Gutenberg verfügbar.
Richard Schafer war seit 1942 mit der Mathematikerin Alice Turner Schafer (1915–2009) verheiratet, mit der er eine Tochter und zwei Söhne hatte.